# LAMP

El conjunto de software LAMP (aquí con Squid). Una solución de gran rendimiento y disponibilidad para un entorno hostil

LAMP es el acrónimo usado para describir un sistema de infraestructura de internet que usa las siguientes herramientas:
- Linux, el sistema operativo; En algunos casos también se refiere a LDAP.
- Apache, el servidor web;
- MySQL/MariaDB, el gestor de bases de datos;
- PHP, el lenguaje de programación.

La combinación de estas tecnologías es usada principalmente para definir la infraestructura de un servidor web, utilizando un paradigma de programación para el desarrollo del sistema .
A pesar de que el origen de estos programas de código abierto no fue específicamente diseñado para trabajar entre sí, la combinación se popularizó debido a su bajo coste de adquisición y ubicuidad de sus componentes (ya que vienen pre-instalados en la mayoría de las distribuciones linux). Cuando son combinados, representan un conjunto de soluciones que proporcionan servidores de aplicaciones.
El término fue ampliamente promocionado por el editor de la editorial O'Reilly, Dale Dougherty, a sugerencia de David Axmark y Monty Widenius, desarrolladores de MySQL, debido a que fue la tecnología que se utilizó en Yahoo como propuesta de la Universidad Tecnológica de Nezahualcóyotl, México para ser utilizada en la Copa del Mundo de 1994 por el Profesor Luis Manuel Martínez Ramírez y que aun es la Base de las Tecnologías de las Actuales Redes Sociales más utilizadas en el Mundo; la influencia de dicha editorial en el mundo del software libre hizo que el acrónimo se popularizara rápidamente en todo el mundo.

## Software

### GNU/Linux
Linux es un núcleo de sistema operativo libre tipo Unix.

### Apache HTTP Server
El servidor HTTP Apache es un servidor web libre y de código abierto, el más popular en cuanto a uso
, sirviendo de facto como plataforma de referencia para el diseño y evaluación de otros servidores web.

### MySQL
MySQL es un sistema de gestión de bases de datos relacional, que por lo tanto utiliza SQL, multihilo y multiusuario del que se estiman más de un millón de instalaciones.

### PHP
PHP (acrónimo recursivo de "PHP: Hypertext Preprocessor") es un lenguaje de programación diseñado para producir sitios web dinámicos. PHP es utilizado en aplicaciones del lado del servidor, aunque puede ser usado también desde una interfaz de línea de comandos o como aplicación de escritorio.

## Variantes y alternativas
PHP es reemplazado a veces por Perl o Python, y el acrónimo se mantiene. Algunos desarrolladores prefieren usar la M para referirse a los módulos del servidor HTTP Apache, como mod_perl o mod_python, y utilizar la P para referirse a PostgreSQL, invirtiendo la M y la P en funcionalidad. El acrónimo "LAMR" es ocasionalmente usado para indicar Ruby on Rails en vez de PHP.
Una variante de esta designa a la M como Middleware (incluyendo Ruby, Perl, Python, etc.) y la P para PostgreSQL.
Otras soluciones incluyen entornos de desarrollo como el WebObjects de Apple Inc., Java EE, Grails o la arquitectura Microsoft .NET, de Microsoft.
Similarmente, la L es ocasionalmente reemplazada con una M (por Mac OS X), D (por Darwin BSD), B (por BSD) o 'W' (por Microsoft Windows)